# Stikkan Anderson
För andra betydelser, se Stig Andersson.
Stikkan Anderson, egentligen Stig Erik Leopold Andersson, född 25 januari 1931 i Mariestad, död 12 september 1997 i Oscars församling, Stockholm, var en svensk sångtextförfattare och musikförläggare. Han var dessutom folkskollärare, kompositör, manager och grundare av Polar Music samt instiftare av Polarpriset.

## Biografi

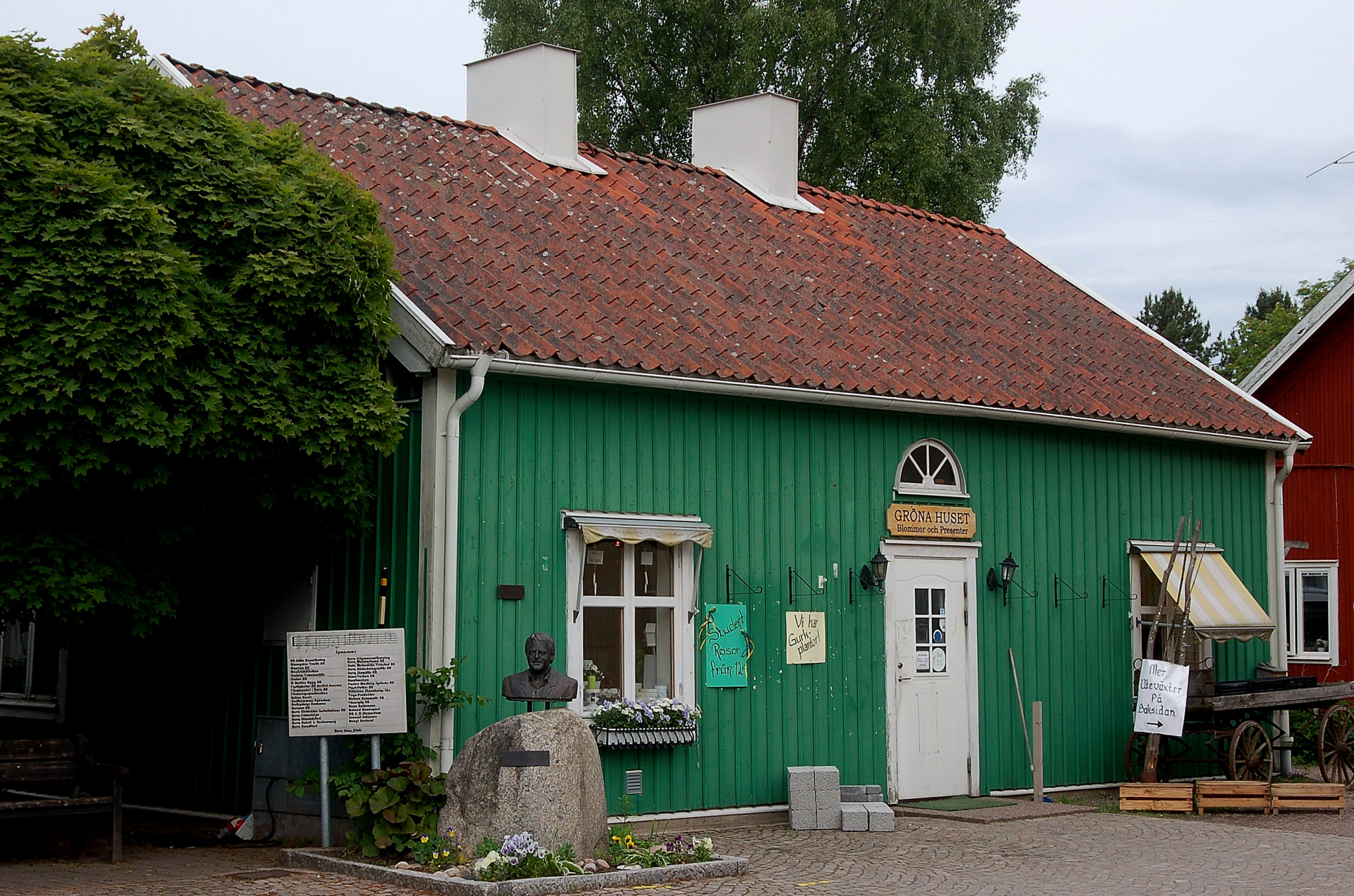
Andersons barndomshem i Hova.

Anderson växte upp i ett litet hus vid torget i Hova i Västergötland. Han växte upp under knappa förhållanden som utomäktenskaplig son till Ester Andersson. Vid huset finns idag en byst av honom. Abba sjöng inför hans 50-årsdag in låten ”Hovas vittne” som maxisingel. Han började tidigt med små affärsverksamheter, bland annat hade han hand om kiosken på idrottsplatsen i Hova. Han arbetade sedan i en diversehandel. Han fick redan som femåring en grammofon med sex inspelningar och i tonåren en gitarr av sin mor och började uppträda med visor och deltog i lokalrevyer. Han tog en korrespondenskurs i gitarr. Han började i tonåren att skriva låtar och kom i kontakt med Ulf Peder Olrog som uppmuntrade den unge Anderson och kom med tips. Han gick på Ingesunds folkhögskola 1949–1951 och var bland annat med i revyn Grädde på moset. Under tiden i Värmland arbetade han extra på Konsum. Det var också under denna tid som han träffade Boo Kinntorph och Bengt Bernhag som han kom att samarbeta med framöver.

### Revyartist och låtskrivare
År 1951 fick han sin första låt publicerad – ”Tivedshambo”. Han utbildade sig samtidigt till folkskollärare. Han arbetade som lärare i Aspudden i södra Stockholm innan han helt kom att koncentrera sig på låtskrivande 1964. Han arbetade också som korrekturläsare på Idrottsbladet under Torsten Tegnér Under många år åkte han runt och underhöll i folkparker runt om i Sverige. Han inspirerades att börja skriva ”Stikkan” med två ”k” av Akke Carlsson och Pekka Langer. En tidig framgång var ”Vi hänger me’” med Nacka Skoglund. Hans stora genombrott som kompositör kom 1959 då han skrev låten ”Är du kär i mig ännu, Klas-Göran?” som Lill-Babs framförde första gången i Hylands hörna samma år. Han hade fått i uppdrag att skriva låten och via kompisen Bernhag blev Lill-Babs manager Simon Brehm intresserad. Låten blev listetta och sålde guld i alla nordiska länder.

### Kompositör och bolagschef

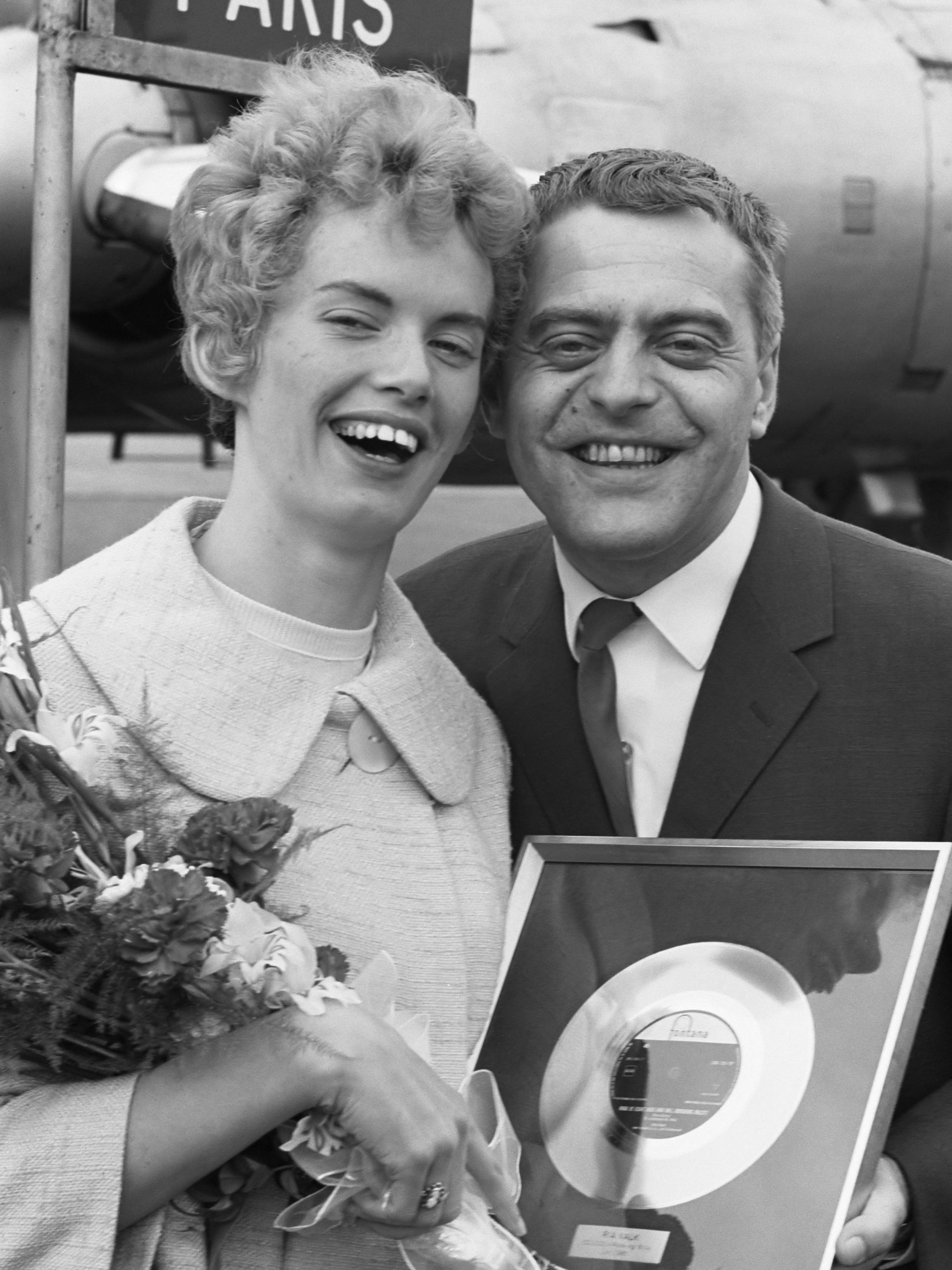
Stig Anderson och Ria Valk (1961). Ria Valk spelade in en version av låten ”Är du kär i mej ännu Klas-Göran?” på nederländska (Hou je echt nog van mij Rockin' Billy).

Anderson var en centralgestalt i det svenska musikundret, och sägs under sin livstid ha skrivit över 3 000 sångtexter. Han står med som kompositör eller textförfattare till 1 143 låtar i Stims register. Han grundade musikförlaget Sweden Music 1960 och 1963 Polar Music, som byggde inspelningsstudion Polarstudion på Kungsholmen 1978. Under många år arbetade han tillsammans med sin fru och 1969 anställdes hans mångåriga medarbetare Görel Hanser som sekreterare. Hon blev mycket viktig inom bolaget och senare utsedd till vice vd. Sverige exporterar numera mer musik än något annat land i förhållande till folkmängden.
Anderson skrev framgångsrikt svenska texter till en rad utländska hits som ”Tina och Marina”, ”Sånt är livet”, ”Min greve av Luxemburg” och ”Som en gummiboll kommer jag tillbaks till dej”. Ibland skrev han under pseudonym, bland annat under namnet Stig Rossner. 
Grunden för detta var också en del av internationaliseringen av verksamheten när han inledde ett samarbete med Robert Bosmans. Bosmans intresserade sig för ”Är du kär i mej ännu Klas-Göran?” och spelade in en version av låten på nederländska (”Hou je echt nog van mij Rockin’ Billy”). Samarbetet innebar sedan att Bosmans skickade låtar som Anderson skrev svenska texter till. Det var bland annat via Bosmans kontakt med USA som Anderson skrev ”Sånt är livet” utifrån förlagan ”You can have her”. Insjungen av Anita Lindblom blev låten en stor framgång. Anderson lanserade även jenkalåtar internationellt 1965 för att dansa till den finska långdansen jenka. Han kom under 1960- och 1970-talet att bygga upp ett stort kontaktnät i världen, bland hans vänner på den internationella musikbolagscenen hörde Herb Alpert, Jerry Greenburg, David Geffen, Alain Boublil och bröderna Ahmet Ertegün och Nesuhi Ertegün.
Hans stora produktion av låtar gav hans verksamhet namnet Schlagerfabriken av kritikerna, något som Stikkan Anderson inte hade några problem med. Under 1970-talet kritiserade den alternativa musikrörelsen Anderson. Han polemiserade och svarade med citat som ”folk vill inte ha låtar om ensamma mammor och krig och sånt” och ”Visst skriver jag mycket skit men det är åtminstone bra betalt”.

### Abba

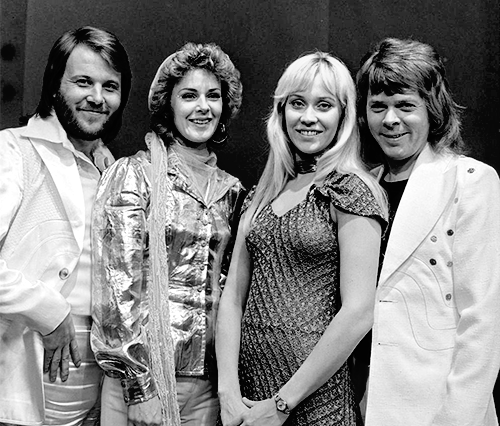
Abba, 1974.

Abba kan sägas ha börjat med att Anderson bildade Union Songs tillsammans med Benny Andersson och Björn Ulvaeus 1967. Bolaget ägdes av de tre samt Bengt Bernhag. Andersson hade skrivit kontrakt med Hootenanny Singers några år tidigare. Han kom som stöd och samtalspartner att ha stor betydelse för de unga låtskrivarna.
Anderson var sedan medgrundare till och lanserade Abba i början av 1970-talet. Gruppen fick sitt internationella genombrott då de vann Eurovision Song Contest 1974 med det svenska bidraget ”Waterloo”. Abba kunde dra stor fördel av det internationella nätverk som Anderson byggt upp sedan början av 1960-talet och gruppen firade stora internationella framgångar.
Den form av musik som Abba spelade ansågs kontroversiell i dåtidens kulturradikala kretsar i Sverige, där det fanns en utbredd misstro mot ”kommersiell pop”. När Sverige 1975 skulle arrangera Eurovision Song Contest i Stockholm bildades därför en så kallad ”antikommersiell folkfront” med stöd av bland annat Kulturrådet, kulturnämnden i Stockholms stad, producentföreningen på Sveriges Radio och olika musikerorganisationer.
Under 1970-talet kom Anderson även att signa Ted Gärdestad och Lena Andersson. Anderssons låt ”Är det konstigt att man längtar bort nån gång” (”I’m Gonna Be a Country Girl Again” av Buffy Sainte-Marie) fick svensk text av Anderson.

### Affärsmannen och Polarpriset

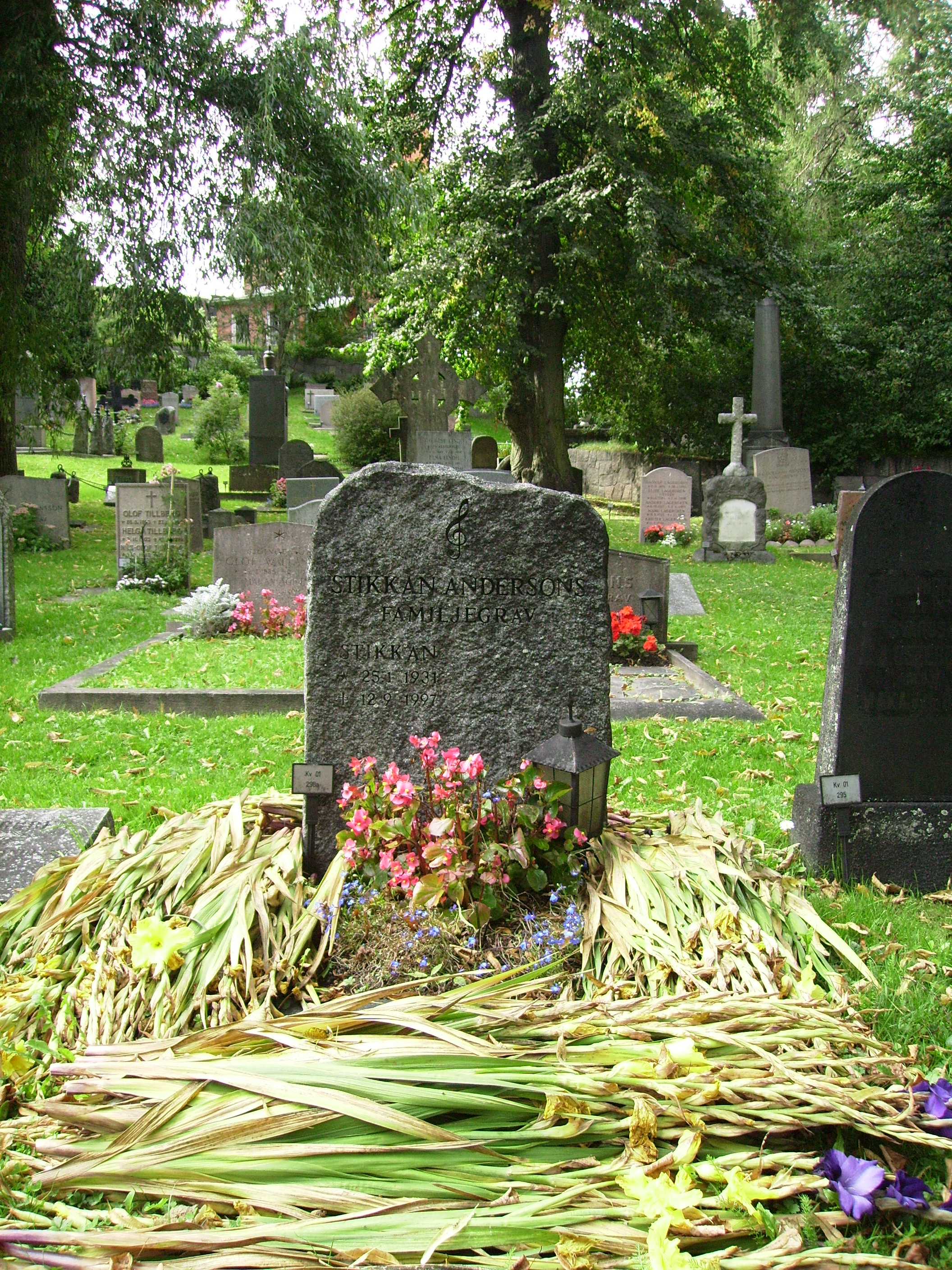
Stikkan Andersons gravvård på Galärvarvskyrkogården i Stockholm.

Han kom att utmärka sig även som affärsman – ”den börsnoterade refrängsångaren” blev titeln på en bok om honom 1983. De pengar som Polar drog in på Abba investerades i företagsköp, bland annat köptes cykeltillverkaren Monark 1978 och investmentbolaget Kuben bildades. Andersons Polar Music utsågs till Sveriges mest lönsamma företag. I slutet av 1980-talet uppstod en konflikt om ersättningar mellan Anderson och Abba om album som producerats på 1970-talet. Han sålde  sin musikförlagsverksamhet till Polygram 1989 för 189 miljoner kronor. Anderson instiftade Polarpriset 1989. Priset delas sedan 1992 årligen ut till enskilda personer, grupper eller institutioner, oftast till två mottagare per utdelning.

### Familj
Han gifte sig i Sunne kyrka i Värmland 1955 med vävlärare Gudrun Rystedt. Äktenskapet upplöstes 1985 och de levde åtskilda i några år, men levde åter tillsammans de sista åren av hans liv. Han var far till Marie Ledin (född 1957), Lasse Anderson (född 1958) och Anders Anderson (född 1966, doktor i nationalekonomi och förvaltare av Polarpriset) samt svärfar till Tomas Ledin. Under en stor del av sitt liv bodde Anderson i Villa Ekarne på Djurgården i Stockholm. Familjen tillbringade många somrar i Sunne i Värmland under 1960- och 1970-talen. Hans hustru Gudrun var född och uppväxt i Östra Ämtervik.
Anderson drabbades av en hjärtinfarkt och avled hösten 1997, 66 år gammal. Han hade också svåra alkoholproblem mot slutet. Begravningen direktsändes i Sveriges Television. Marie Ledin gav 2008 ut en bok om sin far, Min pappa hette Stikkan, tillsammans med journalisten och författaren Petter Karlsson.

## Diskografi i urval
- De’ ä’ inte klokt va’ han ä’ snäll – med Börje Crona – Rolf Blomquist orkester
- Polka-kyssar (orig Kuss-Polka) – med Börje Crona – Rolf Blomquist orkester
- Tro lilla hjärta (orig Line) – med Börje Crona – Walle Söderlunds orkester
- Dom finns på landet – med Stig Holms orkester
- Tivedens ros – med Stig Holms orkester
- Do-acka-doo (orig The banjo’s back in town) – med Curt ”Minimal” Åström – Peter Weldons orkester
- Ja, de’ ä’ de’ vi vill ha – med Curt ”Minimal” Åström – Peter Weldons orkester
- Rallarepolka – med Curt Åström – Gnesta-Kalle med Polydors polkagrisar
- Vi kommer från Paris – med Curt ”Minimal” Åström – Gnesta-Kalle med Polydors ragtimers
- Baby-twist (orig Baby-Twist) med Marie ”Lillan” Anderson-Ledin

## Kompositioner i urval
- Det blir inget bröllop på lördag (musik, text)
- Det är inte klokt va han är snäll (musik, text)
- Det är knas på vår nya magister (musik, text)
- Dom finns på landet (musik, text)
- Grädde på moset (musik, text)
- Ivar (musik, text)
- Kära mor (musik även Reidar Bring, text Bengt Thomas)
- Lyssna bara till ditt unga hjärta (musik, text)
- Tivedshambo (musik, text)
- Wit slafhandel (musik, text)
- Vi hänger me' (musik, text)
- Är du kär i mej ännu Klas-Göran? (musik, text)

## Sångtexter i urval
- Aldrig mer (orig Che sarà) musik Jimmy Fontana, Francesco Franco Migliacci & Carlo Pes
- Dancing Queen musik och text Benny Andersson och Björn Ulvaeus
- Den skrattande polisen (orig traditionell melodi)
- Du borde köpa dej en tyrolerhatt (orig Ich kauf mir lieber einen Tirolerhut) musik Charly Niessen
- Du har en vän (orig You've got a friend) musik: Carole King
- En dans på rosor (orig Rose garden) musik Joe South
- En sång en gång för längese’n (orig Green green grass of home) musik Curly Putman
- Fernando musik och text Benny Andersson och Björn Ulvaeus)
- Fröken Fredriksson (orig Harper Valley PTA) musik Tom T. Hall
- För sent skall syndaren vakna (orig Today’s teardrops) musik Gene Pitney och Aaaron Schroeder
- Gabrielle (orig Pust vsegda budet solntse) musik Arkadij Ostrovskij
- Gröna granna sköna sanna sommar (orig Du spielst ’ne tolle Rolle) musik Hans Carste
- Gröna små äpplen (orig Little green apples) musik Bobby Russell
- Honey, Honey musik och text Benny Andersson och Björn Ulvaeus
- I Do, I Do, I Do, I Do, I Do musik och text Benny Andersson och Björn Ulvaeus
- Knowing Me, Knowing You musik och text Benny Andersson och Björn Ulvaeus
- Kyss mej honey honey kyss mej (orig Kiss me honey honey kiss me) musik Michael Julien och Al Timothy
- Kör långsamt (orig Cab driver) musik C Carson Parks
- Ljuva sextital musik och text Benny Andersson och Björn Ulvaeus
- Mamma Mia musik och text Benny Andersson och Björn Ulvaeus
- Min greve av Luxemburg (orig Sind Sie der Graf von Luxemburg) musik Henry Mayer
- Min pullover (orig Il pullover) musik Gianni Meccia
- Nana (orig La vie parisienne: nr 24) musik Jacques Offenbach
- Polkakyssar (orig Kuss-Polka) musik Gerhard Winkler
- Ring ring (bara du slog en signal) musik och text Benny Andersson och Björn Ulvaeus
- Som en gummiboll kommer jag tillbaks till dej (orig Rubber ball) musik Anne Orlowski och Aaaron Schroeder
- Sån’t är livet (orig You can have her) musik Bill Cook
- Tina och Marina (orig Zwei kleine Italiener) musik Christian Bruhn och Georg Buschor
- Vid Tyrifjorden (text även Åke Gerhard), musik Peder Gulmoen
- Waterloo musik och text Benny Andersson och Björn Ulvaeus
- Är det konstigt att man längtar bort nå’n gång (orig I’m gonna be a country girl again) musik Buffy Sainte-Marie

## Filmografi
- 1957 – 91:an Karlsson slår knock out

## Priser och utmärkelser
- 1993 – Grammisgalans hederspris[25]